# Запис јасен код цркве (Чукарица)
Запис јасен код цркве (Чукарица) се налази на парцели чији је власник Српска православна црква.

## Локација
| Општина             | Чукарица                                                                    |
| Катастарска општина | Чукарица                                                                    |
| Потес               | Мије Орешког                                                                |
| Координате          | 44° 45′ 18″ С; 20° 24′ 46″ И / 44.755099999999999° С; 20.412700000000001° И |
| Надморска висина    | 131m                                                                        |

## Карактеристике
Дендрометријске вредности утврђене на терену и сателитским снимцима:
| Стабло                     | Јасен |
| Висина стабла              | m     |
| Обим дебла                 | m     |
| Пречник крошње             | 16m   |
| Пречник дебла              | m     |
| Висина дебла до прве гране | m     |

## База записа
Запис је у оквиру Викимедија пројекта "Запис - Свето дрво" заведен под редним бројем 1005.